# Stazione di El Escorial
La stazione di El Escorial è una stazione ferroviaria di El Escorial, sulla linea Madrid-Hendaye.
La stazione dispone di servizi di media distanza e forma parte delle linee C3 e C8 delle Cercanías di Madrid, delle quali è capolinea.
Si trova in calle de Santa Rosa, nel comune di El Escorial.

## Storia
La stazione è stata inaugurata il 9 agosto 1861 con l'inaugurazione del tratto Madrid-El Escorial della linea Madrid-Hendaye.